# Heeringapolder
De Heeringapolder is een voormalig waterschap aan de Ruiten Ae te Kolham in de provincie Groningen, opgericht in 1896.
Het waterschap dat slechts één ingeland had, lag bij Froombosch in de zuidelijke hoek tussen de Hoofdweg en de Ruitenweg. De polder was een kleine 200 m breed en zo'n 700 m lang. Het spinnenkopmolentje sloeg uit op een sloot die uitmondde in de Ruiten Ae. De molen werd al in 1910 buiten gebruik gesteld en vervangen door een motorgemaal, later door een elektrisch gemaal.
Waterstaatkundig gezien ligt het gebied sinds 2000 binnen dat van het waterschap Hunze en Aa's.